# Píšť (okres Opava)

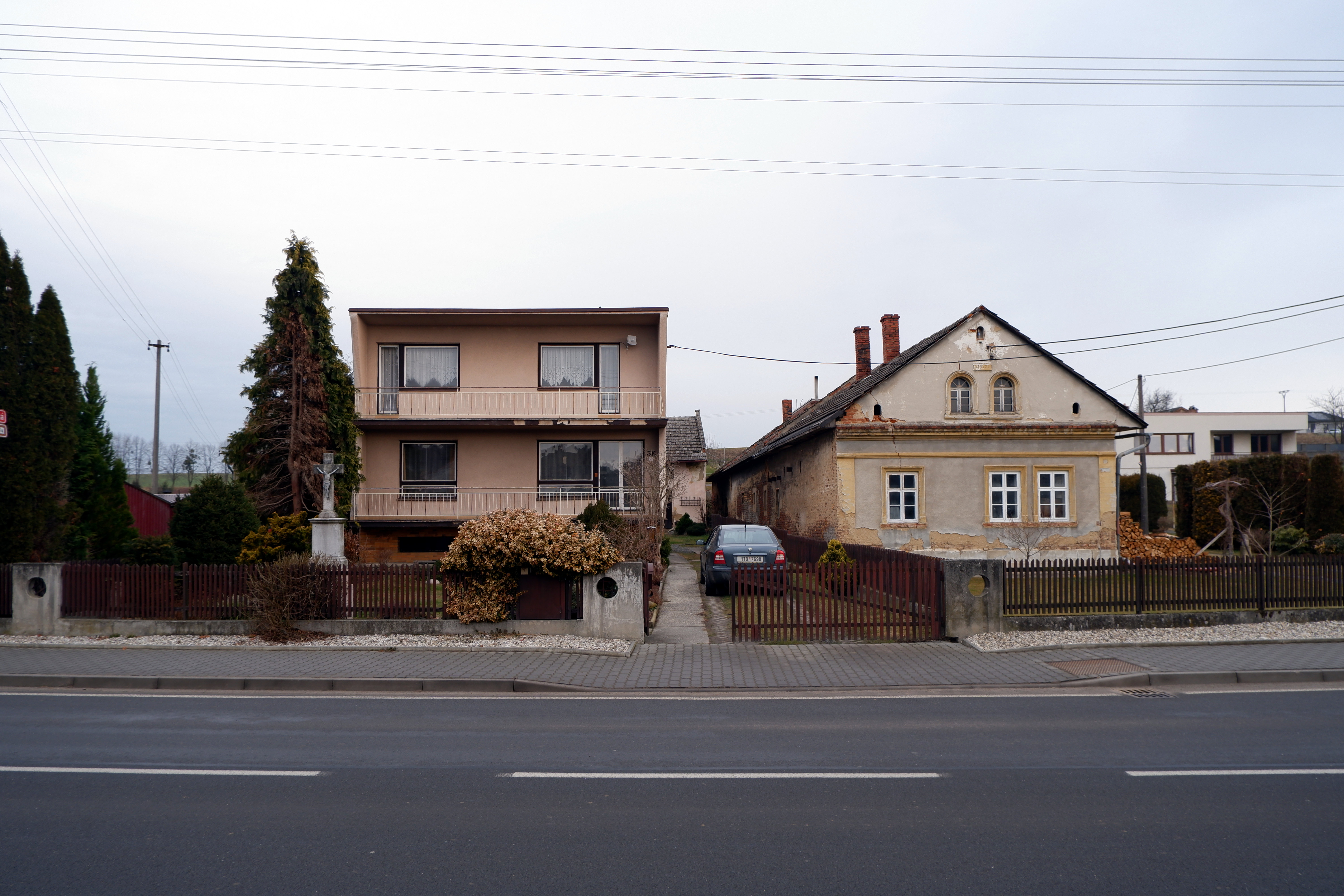
Domy z meziválečného a poválečného období v ulici Opavská

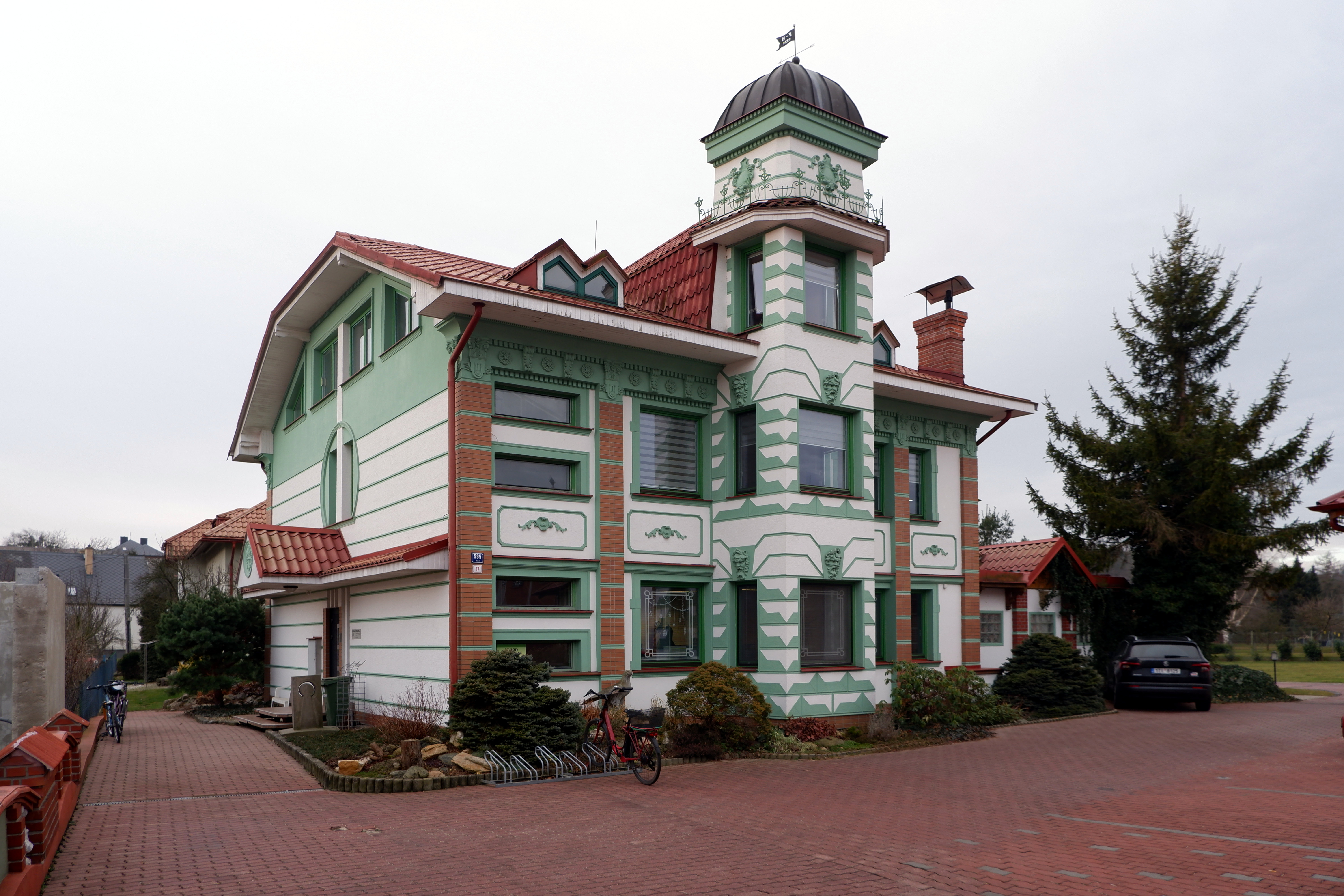
Sídlo stavební firmy Fichna - Hudeczek, dům z roku 1991

Píšť (slezsky Pjyšč nebo Pišč) je obec ve Slezsku, okrese Opava v Moravskoslezském kraji,  v oblasti Prajzska, severovýchodní příhraniční části opavského okresu, v mírně zvlněné krajině Hlučínské pahorkatiny. Vesnice Píšť leží v průměrné výšce 213 metrů nad mořem. Ve vzdálenosti devět kilometrů jižně leží město Hlučín, třináct kilometrů západně město Kravaře, čtrnáct kilometrů jihovýchodně město Bohumín a osmnáct kilometrů jižně statutární město Ostrava. 
Dominantou obce je poutní místo kostel svatého Vavřince, který byl postaven v roce 1743. Dochovaly se v něm barokní sochy svatého Petra a Pavla a pět obrazů z roku 1784 od opavského malíře F. Lichta. Do kostela byl darován asi 280 let starý obraz Matky Boží. Dne 16. června 2001 proběhla korunovace tohoto obrazu papežskými korunkami a posvěcení papežem Janem Pavlem II. a chrám svatého Vavřince se stal Mariánským poutním místem.
V obci také nalezneme ojedinělou osmihrannou kapli se sochou svatého Jana Nepomuckého v interiéru, která pochází z 18. století.
V obci se nachází koupaliště, minigolf, či víceúčelové kurty. Známá je také stometrová střelnice. Žije zde přibližně 2 100 obyvatel.
Obcí protéká Píšťský potok.

## Název
Pojmenování obce Píšť je formálně ženského rodu, v místní mluvě i v nářečí převažuje rod mužský. Německy se ves až do roku 1938 nazývala Pyschcz (1869–1880 Pyschcz nebo Pischtsch, 1890 Pischcz), od roku 1938 pak Sandau. Polsky Piszcz. Jméno vsi pochází z osobního jména Piest (Píst), což je jako pojmenování použité obecné "píst" (jméno vsi tedy značilo "Pístův majetek"). Později myslně chápáno jako odvozené od "písek", proto vytvořeno německé Sandau, poprvé doloženo 1517 (spolu s českým Pyesek).

## Historie
Obec Píšť je jedna z nejstarších obcí na Opavsku. Poprvé je písemně zmíněna v roce 1228, kdy ji Přemysl Otakar I. daroval velehradskému klášteru. Název Piscz se objevuje mezi vesnicemi, potvrzenými tomuto klášteru papežskou listinou Inocence IV. z roku 1250. Vesnice byla osídlena zejména slovanským obyvatelstvem a její původní název zněl Piesch. Velehradský klášter spravoval ves do roku 1439.
Od roku 1518 se ves uvádí jako součást hlučínského panství. Roku 1520 přikoupil Bernard ze Zvole v Píšti svobodné fojtství s tvrzí, mlýnem a krčmou. Píšť od té doby patřil k Hlučínu, a to do roku 1625, kdy ji Václav z Vrbna prodal se vsí Ovsiště Bernardovi Lichnovskému z Voštic. Během třicetileté války byla tato vesnice z velké části zničena a obyvatelstvo si velmi vytrpělo. V roce 1635 tehdejší vlastník obce Bernard Lichnovský z Voštic umírá a celou ves zdědil jeho syn Václav Lichnovský z Voštic. Po jeho smrti ji převzal válečnými událostmi téměř zcela vydrancovanou Jiří Lichnovský, který umírá roku 1655. Obec následně od roku 1660 přiřazena k sousední obci Chuchelná. Ves je rozdělena na části, kdy jednu část držel Karel Max Lichnovský a další část Jan František Lichnovský. Od poloviny 16. století byla ves vyznání evangelického.
Ve vesnici byly okolo roku 1721 v této době 4 mlýny, 1 panský dvůr, 1 krčma, 2 rybníky a hospodařilo zde 34 sedláků a 24 menších sedláků – zahradníků. V roce 1784 měla vesnice 390 obyvatel katolického vyznání, jejichž mateřským jazykem byla moravština. V roce 1797 vznikla v obci farní škola s 1 učebnou, komorou, kuchyňkou a také se stodolou, chlévem a přilehlou zahrádkou. Nová budova školy byla vystavěna roku 1838. Do této nově vystavěné školy chodily i děti z okolních vesnic Boleslav (do r. 1841) a z Ovsiště (do roku 1865). Obec si dále rozvíjela a v roce 1843 zde již žilo 885 obyvatel.
Datum 13. 11. 1893 je pro obec významný, neboť obcí projížděl na své cestě do Chuchelné německý císař Vilém II. V roce 1905 se konalo v Prusku sčítání lidu a v Píšti bylo zapsáno 1567 obyvatel, z nichž 94 % uvedlo jako mateřskou řeč moravštinu. Roku 1910 byla obec přejmenována (poněmčena) na Sandau, ale název se mezi lidmi neujal.
Během první světové války padlo na frontách 45 místních obyvatel. Po této válce byla obec připojena rozhodnutím správní delimitační komise ze dne 14. března 1923 v Ostravě k nově vzniklé ČSR. Obec byla předána oficiálně do českých rukou 16. března 1923. Byl jmenován vládní komisař a od 1. dubna 1923 i matriční úřad. V té době měla obec 1820 obyvatel a užívala jména Píšť. V obci byla pošta, četnická stanice a finanční pohraniční stráž. Po připojení k ČSR byla zřízena 6třídní česká obecná škola a v roce 1929 i měšťanská škola, a to i pro žáky z Bělé, Vřesiny a Závady. V roce 1926 byla v obci 3 pohostinství, 6 obchodů se smíšeným zbožím, 1 řezník, 4 mlynáři, 2 kováři, 2 koláři, 3 stolaři, zednický mistr, pokrývač, cementář, sedlář, 4 obuvníci, švadlena a obchod s drůbeží. Od 21. dubna 1927 došlo k pravidelnému spojení s městem Opava, a to pomocí soukromé autobusové lince. Obyvatelstvo bylo zaměstnáno zejména v zemědělství, stavebnictví, přičemž zedníci, tesaři a zemědělští dělníci pracovali většinou v Německu.
Dne 8. října 1938 byla obec Píšť na základě Mnichovské dohody zabrána německým vojskem a stala se součástí Třetí říše. Název obce byl změněn na německy znějící Sandau. Muži museli povinně rukovat do německé armády. V tomto období žilo v obci 1588 obyvatel. Došlo ke zrušení měšťanské školy a místní obecná škola trpěla po dobu okupace nedostatkem kvalifikovaných učitelů. Od roku 1943 vyučovaly v 6 třídách jen 3 učitelky, od Vánoc roku 1944 se již nevyučovalo vůbec, protože budova školy byla zabrána německým vojskem. Nejdříve škola sloužila jako kasárna, později jako vojenský lazaret. Před příchodem fronty byla většina místních obyvatel z obce vypuzena, většina budov byla válečnými událostmi poškozena, či zcela zničena. Během druhé světové války padlo na válečných frontách 147 mužů pocházejících z Píště. Sovětská armáda přišla do vesnice 20. dubna 1945. Mezi lety 1945 a 1946 bylo z obce odsunuto 14 rodin, celkem 52 osob. Po druhé světové válce byla také znovu vytyčena státní hranice a obce Owsiszcze, Nowa Wioska a Boleslav připadly Polské republice.

## Obyvatelstvo
| Rok            | 1869  | 1880  | 1890  | 1900  | 1910  | 1921  | 1930  | 1950  | 1961  | 1970  | 1980  | 1991  | 2001  | 2011  | 2021  |
| -------------- | ----- | ----- | ----- | ----- | ----- | ----- | ----- | ----- | ----- | ----- | ----- | ----- | ----- | ----- | ----- |
| Počet obyvatel | 1 270 | 1 378 | 1 503 | 1 565 | 1 629 | 1 761 | 1 689 | 1 693 | 2 029 | 2 075 | 2 097 | 2 094 | 2 097 | 2 070 | 2 011 |
| Počet domů     | 219   | 238   | 258   | 271   | 295   | 318   | 342   | 352   | 422   | 436   | 471   | 550   | 559   | 575   | 588   |

## Obecní symboly
Znak a vlajka byly obci uděleny rozhodnutím předsedy Poslanecké sněmovny Parlamentu České republiky dne 3. dubna 1996.
Znak i prapor, jejichž autorem je Jan Tejkal, se heraldicky skládají ze dvou základních symbolů. Jedním je dvojitý, stříbrný kříž představující rošt, na němž byl upálen svatý Vavřinec, kterému je zasvěcen místní kostel. Tento dvojitý kříž je umístěn na červeném podkladě, který znázorňuje barvu ohně. Červená a bílá jsou zároveň barvami Moravy, Opavska a také místního fotbalového klubu TJ Slavia Píšť. Pět zlatých lilií pak představuje erbovní znak pánů ze Zvole, majitelů hlučínského panství a obce Píšť v 16. století. Černé lemování roštu znázorňuje identitu k zemi Slezské.

## Kulturní akce
Od 80. let minulého století se pravidelně konají kolem svátku sv. Vavřince tzv. odpusty, ty se konají první nebo druhý víkend v srpnu. Odpusty v Píšti mají velkou tradici. Od roku 2004 je pořadá fotbalový klub TJ Slavia Píšť.

## Doprava
Vesnicí prochází silnice druhé třídy II/466. Nachází se zde také  hraniční přechod Píšť–Owsiszcze. 

## Pamětihodnosti

### Kostel svatého Vavřince
V písemných záznamech z roku 1721 je ve spojitosti s obcí Píšť uveden dřevěný evangelický kostel. V roce 1743 zde byl postaven na náklad Bernarda Lichnovského nový kostel, zasvěcený svatého Vavřinci, a to na základech starého kostela. Nový oltář byl postaven roku 1881 a roku 1903 se kostel rozšířil o prostory křížů (bočních prostorů) a nového prostoru u oltáře. Na hlavním oltáři je dominantní umístění obrazu Panny Marie Czestochowské, který byl původně umístěn v bočním oltáři. V hlavním oltáři se původně nacházel obraz svatého Vavřince, kterému je kostel zasvěcen. Místo v hlavním oltáři obraz zaujal v době mezi roky 1880 až 1913, zasloužil se o to za svého působení farář Josef Gebek.
K obrazu se váže víra ve vyslyšení přání lidí o uzdravení z nemoci a ochranu před nebezpečím. K obrazu se každoročně pořádaly lidové poutní výpravy z okolních obcí. V období vlády nacistů bylo učiněno několik pokusů o odstranění obrazu, jimi zvaného Schwarze Madonna. Neodvážili se však na obraz sáhnout, neboť se těšil ohromné úctě věřících. V době postupu ruské fronty byl zorganizován noční pochod po kolenou okolo oltáře. Účelem vroucných modliteb bylo zachránit kostel před zásahy bomb, které změnily okolní objekty v trosky. Prosba byla Pannou Marií vyslyšena a kostel nebyl poškozen.
Kult obrazu Matky Boží značně utrpěl v době, kdy se nedalo pro zvelebení kostela příliš dělat. Církevní tajemníci na okresních národních výborech byli ochotni povolit jen údržbové práce.

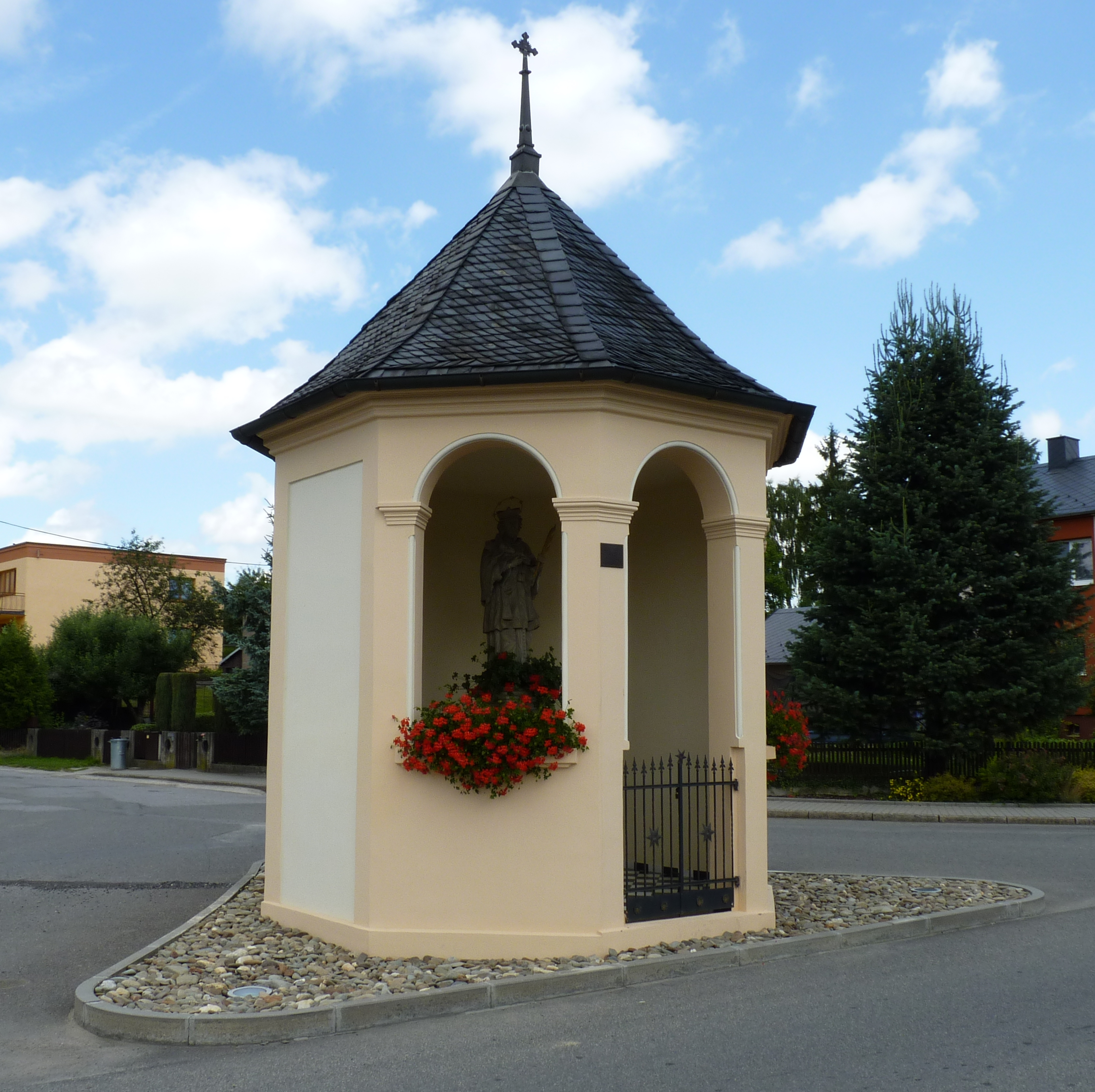
Kaple svatého Jana Nepomuckého

V roce 1996 nastoupil do farnosti kněz Mariusz Sienkowski a podnikl několik kroků ke zvelebení a proslavení kostela a jeho okolí. Došlo k opravě varhan, zakoupení nových zvonů, položení dlažby a vykonání dalších záslužných prací. V květnu roku 2001 se zasloužil o korunovaci obrazu a jeho posvěcení Svatým otcem ve Vatikánu.
O dva roky později byla posvěcena Lurdská jeskyně a křížová cesta v přilehlém areálu kostela, který byl v roce 2002 prohlášen za poutní svatyni, v níž je uctíván korunovaný obraz Matky Boží Czestochovské s Ježíškem. Kostel svatého Vavřince je zasvěcen modlitbám za mír a usmíření mezi národy.

### Kaple svatého Jana Nepomuckého
Kaple se nachází v těsné blízkosti kostela svatého Vavřince. Jedná se o ojedinělou kapli s osmihranným půdorysem, která byla postavena na konci 19. století. Kaple je zasvěcena sv. Janu Nepomuckému, jehož pískovcovou sochu z 18. století nalezneme v interiéru kaple. Dne 3. května 1958 byla kaple prohlášena za kulturní památku.

### Sluneční parkové hodiny
Sluneční hodiny se nacházejí v sousedství kostela svatého Vavřince. V červenci roku 2005, byly největšími slunečními hodinami tohoto provedení v Evropě a také první sluneční hodiny v Evropě, kterými prochází silnice.

### Křížová cesta Píšť
Křížová cesta postavená z výklenkových kapliček s keramickými reliéfy a přilehlou oddechovou a parkovou částí, byla vybudovaná v roce 2003.

### Naučná stezka Píšť
Naučná stezka vedoucí na kopec Hůrky.

## Galerie

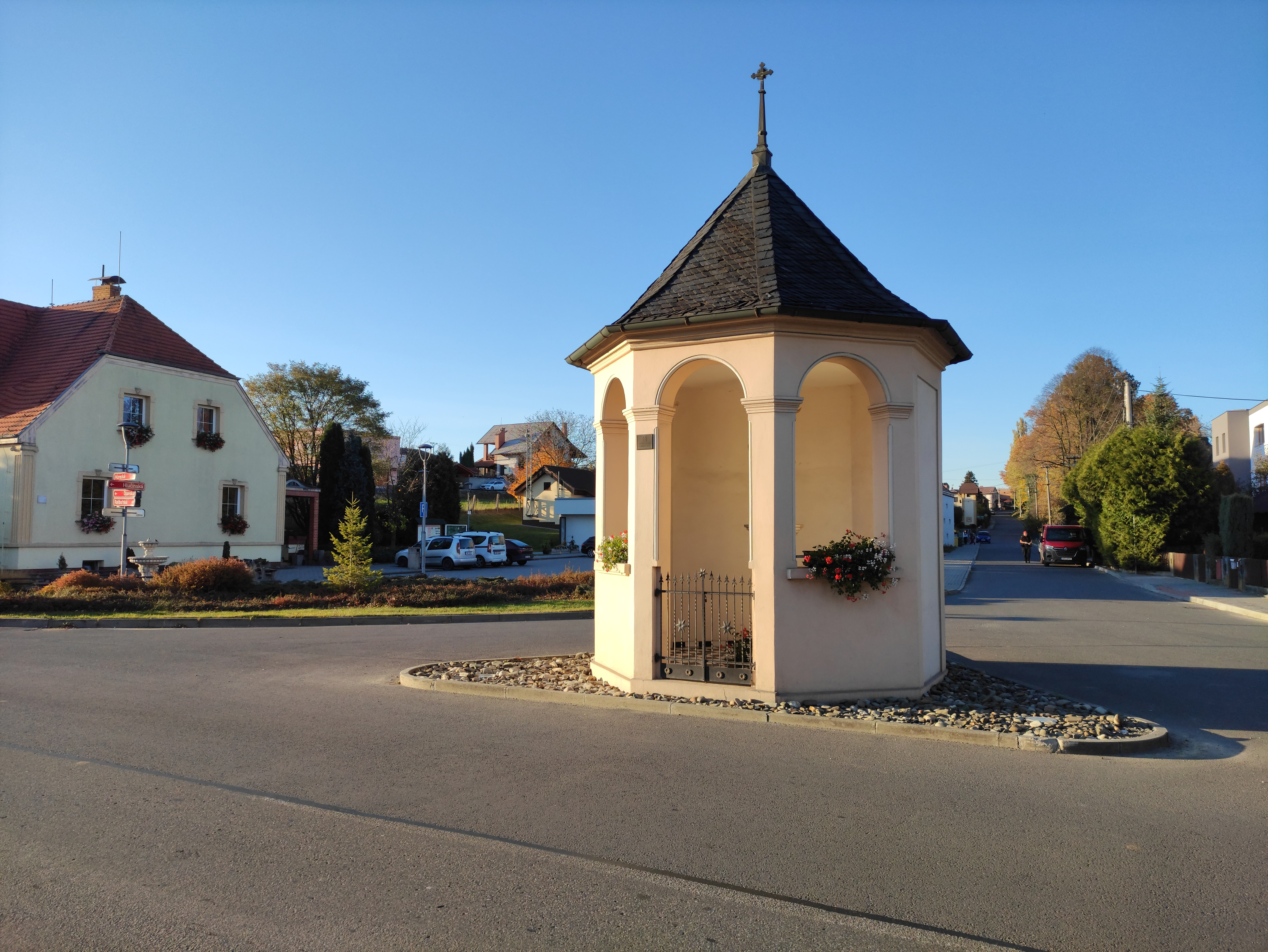
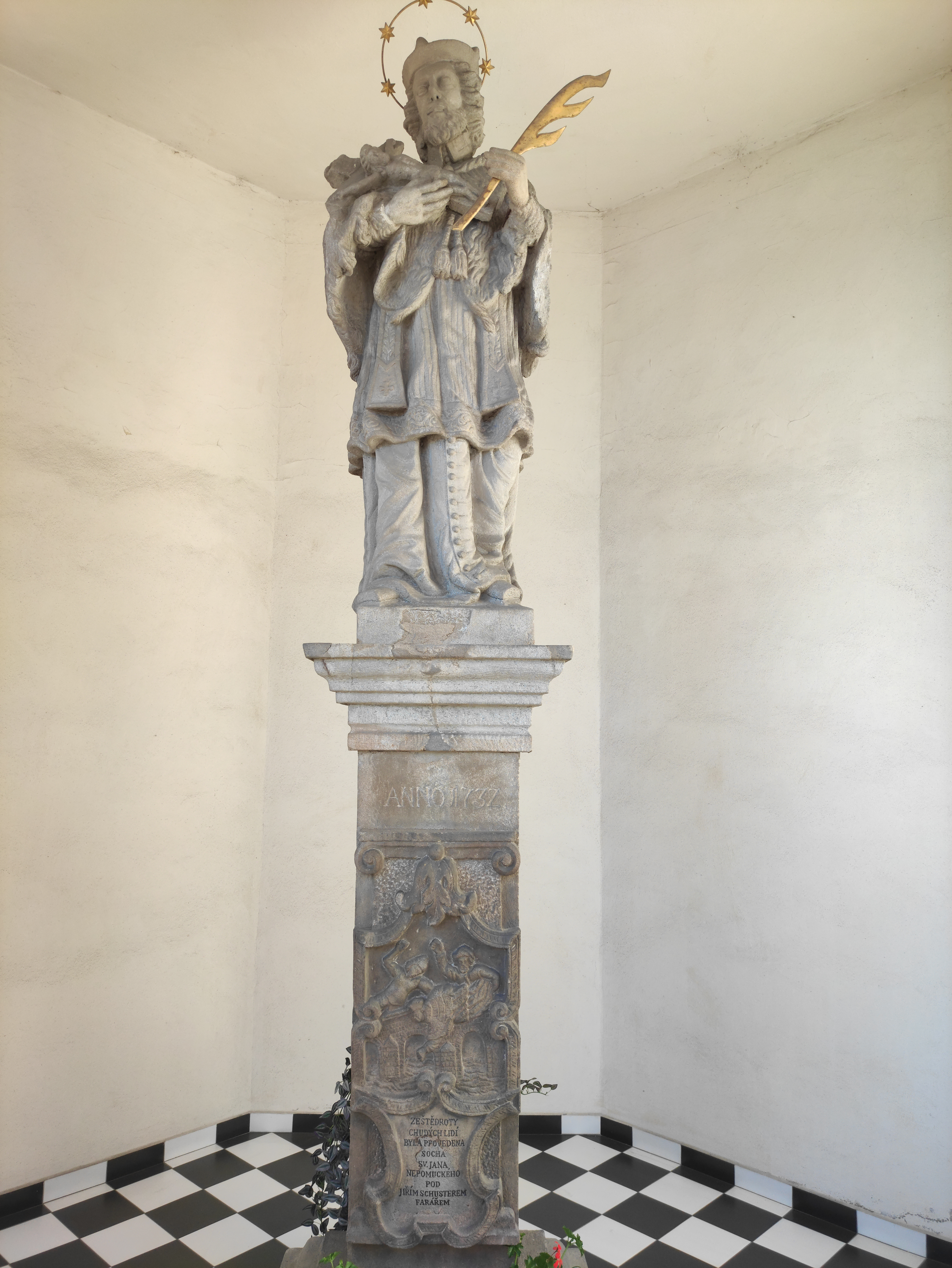
Socha svatého Jana Nepomuckého v kapli
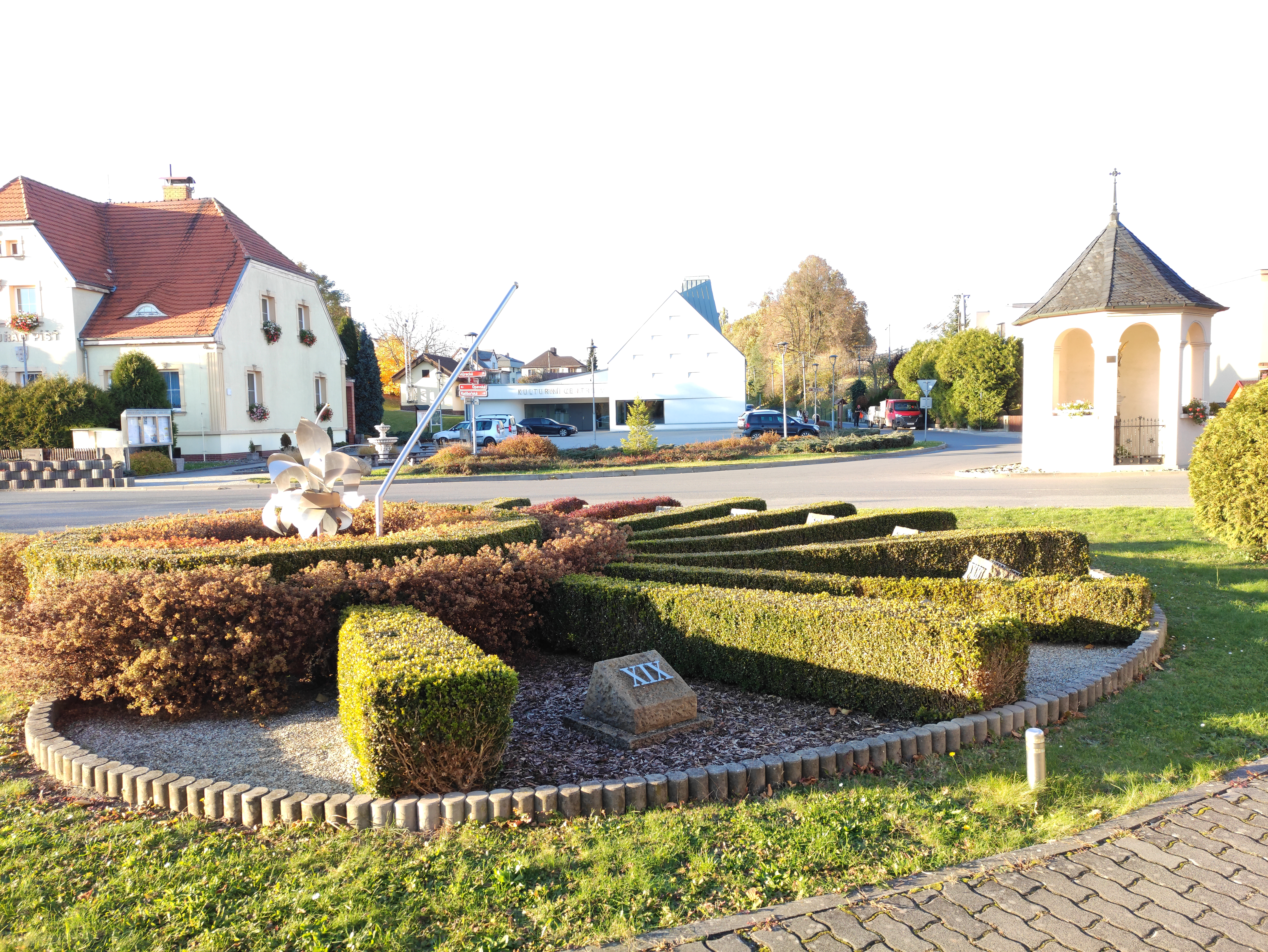
Sluneční parkové hodiny
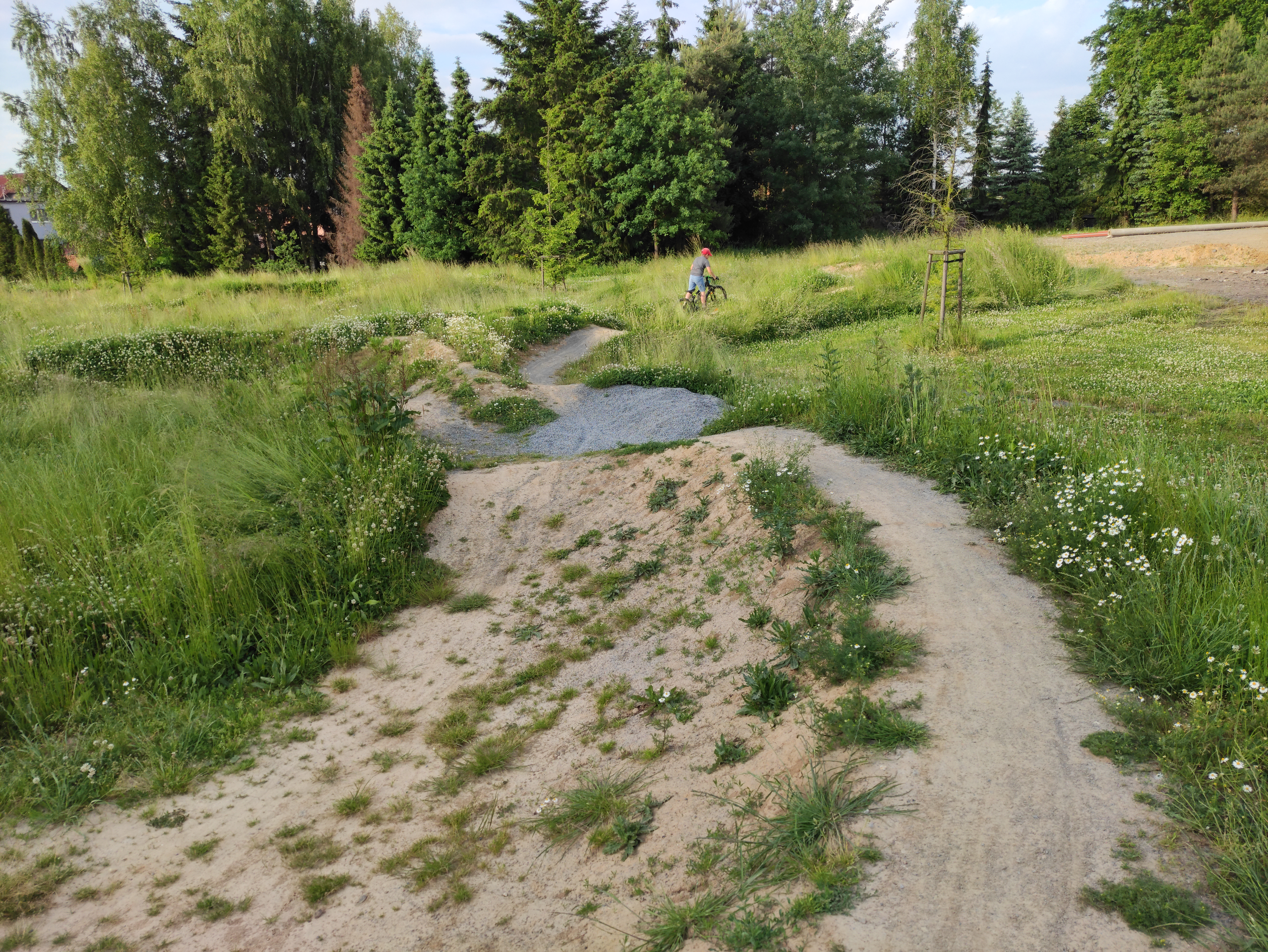
Pumptrack Píšť
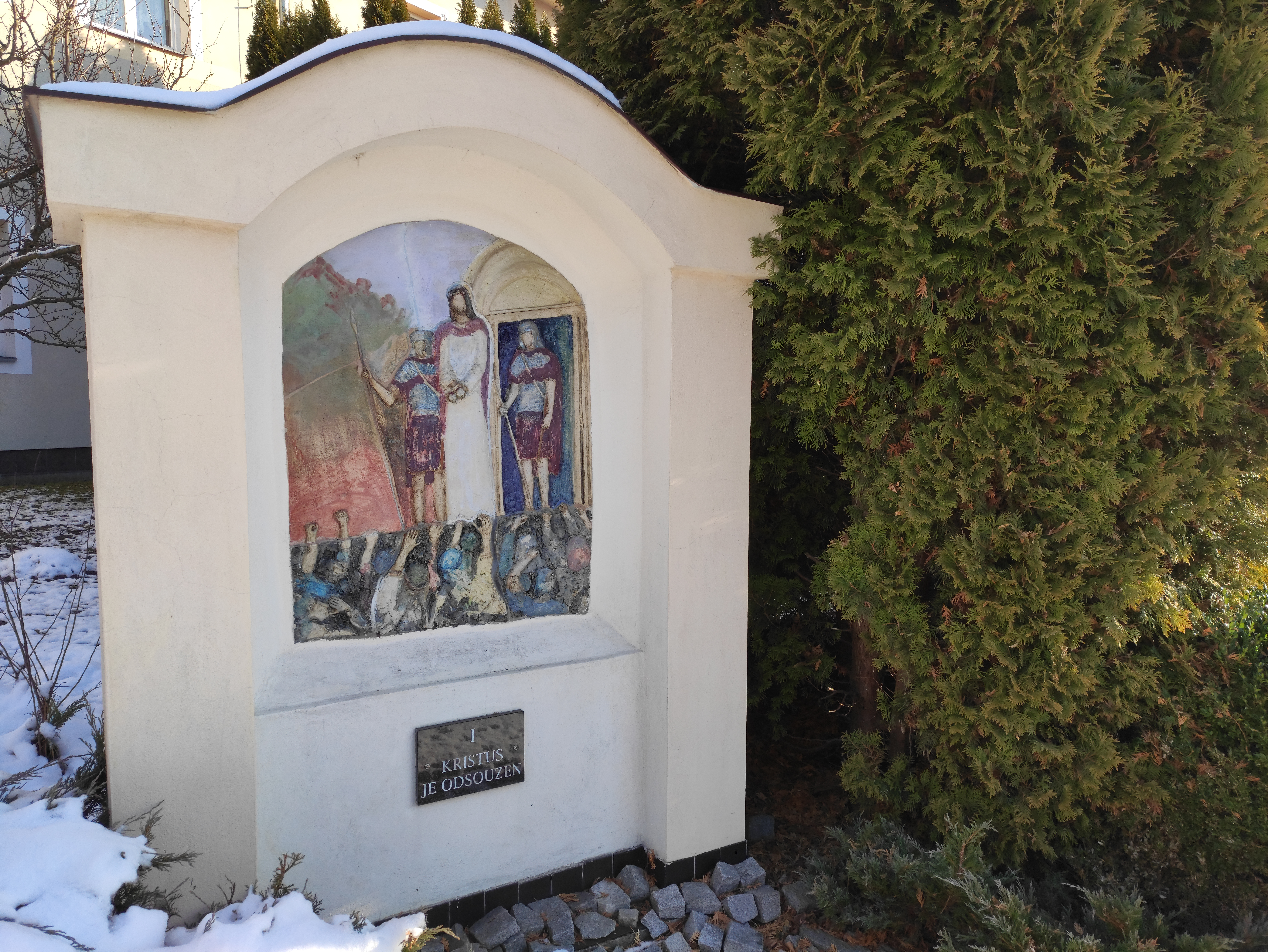
Křížová cesta Píšť